# Kopciuszek (film 2015)
Kopciuszek – amerykańsko-brytyjski film z 2015 w reżyserii Kennetha Branagha ze scenariuszem Chrisa Weitza. Wyprodukowany przez Davida Barrona, Simona Kinberga i Allison Shearmur dla Walt Disney Pictures, film jest inspirowany bajką o Kopciuszku Charles’a Perraulta (z kilkoma odniesieniami do wersji braci Grimm tej baśni) i zapożycza wiele elementów z filmu animowanego Walta Disneya z 1950 o tym samym tytule.
W filmie zagrali: Lily James w tytułowej roli jako Ella („Kopciuszek”), Richard Madden jako książę, Cate Blanchett jako lady Tremaine (macocha), Sophie McShera jako Gryzelda, Holliday Grainger jako Anastazja i Helena Bonham Carter jako wróżka chrzestna.
Film miał światową premierę 13 lutego 2015 w sekcji poza konkursem na 65. Międzynarodowym Festiwalu Filmowym w Berlinie. Na ekrany kin wszedł 13 marca 2015.

## Fabuła
Mimo że film nie jest bezpośrednim remakiem filmu animowanego Walta Disneya z 1950, historia w dużym stopniu odzwierciedla jego fabułę z kilkoma dodatkowymi zwrotami akcji. W tej wersji Kopciuszek i Książę spotykają się przed balem. Podczas ich pierwszego spotkania on mówi jej, że jest pracownikiem pałacu nazywanym przez innych Tycio. Dobra wróżka ma ważniejszą rolę niż w poprzednim filmie: początkowo przebrana za starą żebraczkę czuwa nad Kopciuszkiem, zanim ostatecznie objawia się jako jej wróżka chrzestna.

## Obsada
- Lily James jako Ella („Kopciuszek”)
  - Eloise Webb jako młoda Ella
- Richard Madden jako książę
- Cate Blanchett jako lady Tremaine
- Helena Bonham Carter jako wróżka chrzestna
- Stellan Skarsgård jako arcyksiążę
- Derek Jacobi jako król
- Hayley Atwell jako matka Kopciuszka
- Holliday Grainger jako Anastazja
- Sophie McShera jako Gryzelda
- Nonso Anozie jako kapitan
- Ben Chaplin jako ojciec Kopciuszka

### Wersja polska
- Magdalena Wasylik jako Kopciuszek
- Magdalena Cielecka jako Macocha
- Kamil Kula jako książę
- Monika Krzywkowska jako wróżka chrzestna
- Leon Charewicz jako arcyksiążę
- Stanisław Brejdygant jako król
- Artur Dziurman jako kapitan
- Justyna Bojczuk jako matka Elli
- Piotr Grabowski jako ojciec Elli
- Julia Kołakowska jako Gryzelda
- Milena Suszyńska jako Anastazja
- Szymon Kuśmider jako herold

## Produkcja

### Przygotowania
W maju 2010 roku, po sukcesie box office'u filmu Tima Burtona Alicja w Krainie Czarów, który był drugim najbardziej dochodowym filmem 2010 roku i zarobił ponad 1 mld USD w kinach na całym świecie, Walt Disney Pictures rozpoczął pracę nad nową filmową adaptacją Kopciuszka, decydując się na stworzenie aktorskiej, przeobrażonej wersji klasycznej baśni na podstawie scenariusza Aline Brosh McKenna i wyprodukowanej przez Simona Kinberga. W sierpniu 2011 roku Mark Romanek został wybrany na reżysera filmu. 29 lutego 2012 roku ogłoszono, że Chris Weitz wprowadzi zmiany do scenariusza McKenny. W styczniu 2013 roku Romanek opuścił projekt z powodu różnic twórczych, ponieważ wytwórnia uznała, że opracowana przez niego wizja filmu była zbyt mroczna. Później w tym miesiącu Disney wynegocjował z Kennethem Branaghem przejęcie pracy Romanka jako nowy reżyser filmu.

#### Kostiumy
Trzykrotnie nagrodzona Oscarem projektantka kostiumów Sandy Powell była odpowiedzialna za filmowe kostiumy. Powell rozpoczęła pracę nad koncepcjami wyglądu bohaterów na prawie dwa lata przed rozpoczęciem kręcenia głównych zdjęć latem 2013 roku. Powell powiedziała, że dążyła do uzyskania wyglądu „filmu z epoki XIX wieku kręconego w latach 40. lub 50.”. W rozmowie z „Vanity Fair” wyjawiła, że „chciałam, by kostiumy bohaterów wyglądały tak, jak gdyby zostały narysowane do książki”, ale jednocześnie „zależało mi na tym, aby każdy z kostiumów idealnie odzwierciedlał charakter noszącej go postaci, aby był wiarygodny i jasny w odbiorze”.
Dla macochy i przyrodnich sióstr Powell miała bardzo zdecydowane wyobrażenie o ich wyglądzie: „Mają one być całkowicie śmieszne z zewnątrz - trochę przerysowane i przesadzone - i brzydkie w środku”. Podczas gdy strój księcia był wzorowany na oryginalnej animacji, stworzyła jednak bardziej dopasowany wygląd w „mniej męskich kolorach, jak błękit, zieleń i biel”, niektóre stroje księcia były farbowane, aby zaakcentować oczy Maddena.
Suknia balowa była inspirowana projektem z animowanego filmu Disneya odwzorowując jej kolor i kształt – „Suknia miała wyglądać piękne, kiedy [Ella] tańczyła i uciekała z balu. Chciałam, żeby wyglądała jakby płynęła, jak akwarela”. Suknia została wykonana z kilkunastu drobnych warstw tkaniny, gorsetu i halki. Wykonano dziewięć wersji sukni Kopciuszka, każda z ponad 270 jardów tkanin i 10 tysięcy kryształków. Nad jej wykonaniem pracowało 18 krawców przez ponad 500 godzin, aby wykonać każdą z nich.
Suknia ślubna była kolejnym trudnym projektem. „Stworzenie sukni ślubnej było wyzwaniem. Zamiast starać się zrobić coś jeszcze lepszego niż kreacja balowa, musiałam zrobić coś zupełnie innego i prostego... Chciałam, aby końcowy efekt był ulotny i finezyjny, stąd pomysł na suknię, która ekstremalnie podkreśla sylwetkę długim trenem.” mówiła Powell. Szesnastu krawców pracowało przez ponad 550 godzin, by ukończyć ręcznie malowaną sukienkę z jedwabnej organzy. Podczas gdy produkcja fotografowała James w sukni, aktorka stała zbyt blisko grzejnika elektrycznego i suknia zajęła się ogniem, górna warstwa sukni musiała być przerobiona, ponieważ tylko jedna suknia ślubna została utworzona ze względu na ograniczenia czasowe i budżetowe.
Tworząc projekt szklanego pantofelka Powell zaczerpnęła inspirację bucika pochodzącego z końca XIX wieku, który widziała w muzeum w Northampton. Ponieważ szkło nie błyszczało wystarczająco, postanowiła zamiast tego wykorzystać kryształ. Swarovski nawiązał współpracę z Disneyem, aby stworzyć słynny bucik. Powell udała się bezpośrednio do siedziby Swarovskiego w Austrii, aby spotkać się z projektantami. Zanim powstał ostateczny projekt pantofelka stworzono 6 cyfrowych wizualizacji jego wersji. Swarovski wykonał do filmu osiem par pantofelków z kryształu, choć żaden z nich w rzeczywistości nie nadawał się do noszenia. Z tego względu, twórcy efektów specjalnych cyfrowo zmienili skórzane buty James, które nosiła na planie, w kryształowe. Oprócz pantofelków, Swarovski zapewnił ponad 7 milionów kryształków, które zostały wykorzystane w strojach i ponad 100 diademów do sceny balowej.

### Casting
Cate Blanchett była pierwszą wybraną aktorką z obsady, kiedy to w listopadzie 2012 ogłoszono, że wcieli się w rolę Lady Tremaine. W marcu 2013 roku rolę Kopciuszka zaproponowano Emmie Watson, która jednak odmówiła jej przyjęcia. Inne aktorki, które brano pod uwagę w roli Kopciuszka to Gabriella Wilde, Saoirse Ronan, Alicia Vikander, Bella Heathcote i Margot Robbie, ale umowa nie mogła być sfinalizowana z powodu harmonogramu lub innych konfliktów. 30 kwietnia 2013 ogłoszono, że tytułową rolę zagra Lily James.
Tydzień później Richard Madden został obsadzony w roli księcia. W czerwcu 2013 ogłoszono, że Holliday Grainger i Sophie McShera dołączyły do obsady jako przyrodnie siostry, Anastazja i Gryzelda. Później tego miesiąca na rolę wróżki chrzestnej wybrano Helenę Bonham Carter. W lipcu 2013 Stellan Skarsgård rozpoczął rozmowy dotyczące roli Arcyksięcia, a jego udział w filmie został potwierdzony wkrótce potem. W sierpniu 2013 Hayley Atwell dołączyła do obsady, odgrywając rolę matki Kopciuszka. 23 września 2013 ogłoszono, że Derek Jacobi został obsadzony w roli króla, a Nonso Anozie w roli kapitana, lojalnego przyjaciela księcia.

### Zdjęcia
Zdjęcia do filmu rozpoczęto 23 września 2013. Realizowano je w Pinewood Studios w Buckinghamshire oraz w innych lokalizacjach w Anglii, takich jak Blenheim Palace, Zamek Windsor, Old Royal Naval College i Black Park.

## Muzyka
7 czerwca 2013 roku zostało potwierdzone, że kompozytor Patrick Doyle opracuje instrumentację do filmu. Doyle komponował wcześniej muzykę do filmów Branagha, Hamlet i Thor. Stworzył także ścieżkę dźwiękową filmu animowanego Disney·Pixar – Merida Waleczna.
Utwory w wykonaniu London Symphony Orchestra zostały nagrane w Air Lyndhurst Studios w Londynie.
Ścieżka dźwiękowa zadebiutowała na 60 miejscu listy Billboard 200, ze sprzedanymi 8000 egzemplarzami w ciągu tygodnia od swojej premiery.

### Lista utworów
Wszystkie utwory zostały skomponowane przez Patricka Doyle’a (ścieżki 1-27).
| Nr  | Tytuł utworu                                                  | Tytuł polskiego wydania              | Wykonawca                    | Długość |
| --- | ------------------------------------------------------------- | ------------------------------------ | ---------------------------- | ------- |
| 1.  | „A Golden Childhood”                                          | Cudowne dzieciństwo                  |                              | 3:56    |
| 2.  | „The Great Secret”                                            | Wielki sekret                        |                              | 3:01    |
| 3.  | „A New Family”                                                | Nowa rodzina                         |                              | 2:15    |
| 4.  | „Life and Laughter”                                           | Życie i śmiech                       |                              | 1:34    |
| 5.  | „The First Branch”                                            | Pierwsza gałązka                     |                              | 2:11    |
| 6.  | „Nice and Airy”                                               | Duży i przestronny                   |                              | 1:53    |
| 7.  | „Orphaned”                                                    | Sierota                              |                              | 3:46    |
| 8.  | „The Stag”                                                    | Jeleń                                |                              | 4:56    |
| 9.  | „Rich Beyond Reason”                                          | Nieznośnie bogaty                    |                              | 1:43    |
| 10. | „Fairy Godmother”                                             | Dobra wróżka                         |                              | 2:47    |
| 11. | „Pumpkins and Mice”                                           | Dynie i myszy                        |                              | 4:32    |
| 12. | „You Shall Go”                                                | Pójdziesz na bal                     |                              | 3:02    |
| 13. | „Valse Royale”                                                | Valse Royale                         |                              | 2:06    |
| 14. | „Who Is She”                                                  | Kto to jest?                         |                              | 3:20    |
| 15. | „La Valse De L'amour”                                         | La Valse De L'amour                  |                              | 2:34    |
| 16. | „La Valse Champagne”                                          | La Valse Champagne                   |                              | 1:35    |
| 17. | „La Polka Militaire”                                          | La Polka Militaire                   |                              | 1:47    |
| 18. | „La Polka De Paris”                                           | La Polka De Paris                    |                              | 1:22    |
| 19. | „A Secret Garden”                                             | Tajemny ogród                        |                              | 2:48    |
| 20. | „La Polka De Minuit”                                          | La Polka De Minuit                   |                              | 2:02    |
| 21. | „Choose That One”                                             | Ta jedyna                            |                              | 1:16    |
| 22. | „Pumpkin Pursuit”                                             | Pogoń za dynią                       |                              | 2:28    |
| 23. | „The Slipper”                                                 | Pantofelek                           |                              | 1:00    |
| 24. | „Shattered Dreams”                                            | Koniec marzeń                        |                              | 4:10    |
| 25. | „Searching the Kingdom”                                       | Przeszukać królestwo                 |                              | 2:51    |
| 26. | „Ella and Kit”                                                | Ela i Tycio                          |                              | 2:11    |
| 27. | „Courage and Kindness”                                        | Odwaga i dobro                       |                              | 4:38    |
| 28. | „Strong”                                                      | Strong                               | Sonna Rele                   | 3:14    |
| 29. | „A Dream Is a Wish Your Heart Makes”                          | We śnie budzą się marzenia           | Lily James/Katarzyna Golecka | 2:00    |
| 30. | „Bibbidi-Bobbidi-Boo (The Magic Song)”                        | Bibbidi–Bobbidi–Boo (The Magic Song) | Helena Bonham Carter         | 2:28    |
| 31. | „Strong (Instrumental Version)”                               |                                      |                              | 3:14    |
| 32. | „A Dream Is a Wish Your Heart Makes (Instrumental Version)”   |                                      |                              | 2:01    |
| 33. | „Bibbidi-Bobbidi-Boo (The Magic Song) (Instrumental Version)” |                                      |                              | 2:21    |
|     |                                                               |                                      |                              | 1:27:02 |

## Odbiór

### Box office
Z dniem 1 lutego 2016 roku film Kopciuszek zarobił $201,151 mln w Stanach Zjednoczonych i Kanadzie, a $342,363 mln na innych terytoriach na całym świecie; łącznie $543,514 mln.
W Polsce w premierowym weekendzie otwarcia film obejrzało 106 tys. osób, z czego 94% widowni (99640 widzów) stanowiła tak zwana widownia dubbingowa. Film zarobił 2 144 073 PLN (z dniem 6 lipca 2015).

### Krytyka w mediach
W serwisie Rotten Tomatoes krytycy przyznali wynik 85% ze średnią ocen 7,2/10. Na portalu Metacritic film dostał od krytyków 67 punktów na 100. Natomiast według serwisu CinemaScore publiczność przyznała mu ocenę A w skali od F do A+.

## Nagrody i nominacje
| Rok  | Nagroda                                         | Kategoria | Wynik     |
| ---- | ----------------------------------------------- | --- | --------- |
| 2015 | 33. Golden Gross Award                          | Film zagraniczny – Excellence Silver Award                                                                                                  | Wygrana   |
| 2015 | Women Film Critics Circle Awards                | Mommie Dearest Worst Screen Mom of the Year Award (Cate Blanchett)                                                                          | Wygrana   |
| 2015 | 20. Capri Hollywood International Film Festival | Nagroda Capri – Najlepszy kostium (Sandy Powell)                                                                                            | Wygrana   |
| 2015 | Heartland Film                                  | Truly Moving Picture Award (Kenneth Branagh (reżyser), Genre Films (production company), Walt Disney Studios Motion Pictures (dystrybutor)) | Wygrana   |
| 2015 | International Film Music Critics Award          | IFMCA Award – Film Score of the Year (Patrick Doyle)                                                                                        | Nominacja |
| 2015 | International Film Music Critics Award          | Best Original Score for a Fantasy/Science Fiction/Horror Film (Patrick Doyle)                                                               | Nominacja |
| 2015 | Italian Online Movie Awards                     | Najlepsza scenografia (Dante Ferretti) | Nominacja |
| 2015 | Italian Online Movie Awards                     | Najlepsze kostiumy (Sandy Powell) | Nominacja |
| 2015 | Las Vegas Film Critics Society Awards           | Nagroda Sierra – Najlepszy film familijny                                                                                                   | Wygrana   |
| 2016 | Gildia Charakteryzatorów i Stylistów Fryzur     | Best Period and/or Character Hair Styling - Feature Motion Picture (Carol Hemming, Orla Carrol, Wakana Yoshihara)                           | Wygrana   |
| 2016 | Gildia Charakteryzatorów i Stylistów Fryzur     | Best Period and/or Character Makeup - Feature Motion Picture (Naomi Donne, Norma Webb)                                                      | Nominacja |
| 2016 | 88. ceremonia wręczenia Oscarów                 | Najlepsze kostiumy (Sandy Powell) | Nominacja |
| 2016 | 69. ceremonia wręczenia nagród BAFTA            | BAFTA Film Award – Best Costume Design (Sandy Powell)                                                                                       | Nominacja |
| 2016 | Nickelodeon Kids’ Choice Awards 2016            | Najlepszy film | Nominacja |
| 2016 | Nickelodeon Kids’ Choice Awards 2016            | Najlepsza aktorka filmowa (Lily James) | Nominacja |
| 2016 | People's Choice Awards                          | Ulubiony film rodzinny | Nominacja |
| 2016 | Critics’ Choice Movie Awards                    | Najlepsze kostiumy (Sandy Powell) | Nominacja |
| 2016 | 20. ceremonia wręczenia Satelitów               | Najlepsza scenografia i dekoracje wnętrz (Dante Ferretti)                                                                                   | Nominacja |
| 2016 | 20. ceremonia wręczenia Satelitów               | Najlepsze kostiumy (Sandy Powell) | Nominacja |
| 2016 | Amerykańska Gildia Kostiumologów                | Najlepsze kostiumy w filmie fantasy (Sandy Powell)                                                                                          | Nominacja |
| 2016 | Empire Awards                                   | Najlepsze kostiumy (Sandy Powell) | Nominacja |
| 2016 | Saturn                                          | Najlepszy film fantasy | Wygrana   |
| 2016 | Saturn                                          | Najlepsze kostiumy (Sandy Powell) | Nominacja |